# Det økumeniske Fællesråd
Det økumeniske Fællesråd var en organisation stiftet i 1939. Det var et forum for kontakt, information og samtale mellem kristne trossamfund i Danmark. Det økumeniske Fællesråd blev i 2004 lagt sammen med Danske Kirkers Samråd i Danske Kirkers Råd.